# بيني إل. ديفيس
بيني إل. ديفيس (بالإنجليزية: Bennie L. Davis)‏ هو ضابط أمريكي، ولد في 12 مايو 1928 في ماكالستر في الولايات المتحدة، وتوفي في 23 سبتمبر 2012 في جورجتاون في الولايات المتحدة.